# Distrito de Thierstein
El distrito de Thierstein (en alemán Bezirk Thierstein) es uno de los diez distritos del cantón de Soleura (Suiza). Tiene una superficie de 102,28 km². La capital del distrito es Breitenbach. Thierstein hace parte junto con el distrito de Dorneck de la prefectura o círculo electoral de Dorneck-Thierstein.

## Geografía
El distrito de Thierstein limita al norte con el distrito de Laufen (BL), al noreste con Dorneck, el este con Waldemburgo (BL), al sur con Thal, al suroeste con Jura bernés (BE), al oeste con Delémont (JU), y al noroeste con el departamento del Alto Rin (FRA-A).

## Comunas
| Distrito de Thierstein | Distrito de Thierstein | Distrito de Thierstein |
| Comunas                | Población (31.12.2014) | Superficie km²         |
| ---------------------- | ---------------------- | ---------------------- |
| Bärschwil              | 821                    | 11.20                  |
| Beinwil                | 277                    | 22.67                  |
| Breitenbach            | 3666                   | 6.83                   |
| Büsserach              | 2142                   | 7.55                   |
| Erschwil               | 890                    | 7.48                   |
| Fehren                 | 618                    | 1.50                   |
| Grindel                | 484                    | 3.05                   |
| Himmelried             | 919                    | 6.00                   |
| Kleinlützel            | 1259                   | 16.34                  |
| Meltingen              | 653                    | 5.76                   |
| Nunningen              | 1849                   | 10.27                  |
| Zullwil                | 634                    | 3.63                   |
| Total (12)             | 14 212}}               | 102.28                 |